# 샤론 오스본
샤론 오즈번(Sharon Osbourne, 1952년 10월 9일 ~ )은 영국의 방송인으로, 가수 오지 오스본의 아내이다.

## 영화, TV 출연
- 오스본 패밀리
- 오스틴 파워: 골드멤버
- 우리 생애 나날들
- 더 엑스 팩터 (영국의 텔레비전 프로그램)
- 톱 오브 더 팝스
- 가필드 2
- 보이 걸 씽
- 닥터 후
- 아메리카 갓 탤런트
- WWE 러
- 도그 위스퍼러
- 루폴의 드래그 레이스
- 오지 오스본
- 업 올 나이트 (시트콤)
- 제이크와 네버랜드 해적들
- 밀러 가족
- 패밀리 가이
- CSI: 과학수사대
- 슈퍼걸 (드라마)
- 제인 더 버진
- 루시퍼 (드라마)